# Liste der Monuments historiques in La Neuville-lès-Wasigny
Die Liste der Monuments historiques in La Neuville-lès-Wasigny führt die Monuments historiques in der französischen Gemeinde La Neuville-lès-Wasigny auf.

## Liste der Objekte
| Bezeichnung             | Beschreibung                          | Standort                          | Kennzeichnung | Schutzstatus | Datum | Bild |
| ----------------------- | ------------------------------------- | --------------------------------- | ------------- | ------------ | ----- | ---- |
| Skulptur eines Heiligen | Holz, farbig gefasst, 18. Jahrhundert | in der Kirche St-Thimothée (Lage) | PM08000359    | Classé       | 1971  |      |